# Tibau
Tibau là một đô thị thuộc bang Rio Grande do Norte, Brasil. Đô thị này có diện tích 162,402 km², dân số năm 2007 là 4067 người, mật độ 25 người/km².